# جروم بلیک
جروم بلیک (انگلیسی: Jerome Blake؛ زادهٔ ۱۸ اوت ۱۹۹۵) دونده اهل کانادا است.
وی در مسابقات کشوری و بین‌المللی در مجموع برندهٔ ۱ مدال طلا شده‌است.